# Кен Фрімен
Кеннет Чарльз Фрімен (народився 27 серпня 1940 року) — австралійський астроном і астрофізик, професор астрономії в Дослідницькій школі астрономії та астрофізики в Обсерваторії Маунт Стромло Австралійського національного університету в Канберрі.

## Біографія
Кен Фріман народився в Перті, Західна Австралія, у 1940 році, вивчав математику та фізику в Університеті Західної Австралії, і закінчив його в 1962 році з відзнакою у прикладній математиці. Потім він навчався в аспірантурі з теоретичної астрофізики в Кембриджському університеті під керівництвом Леона Местеля і Дональда Лінден-Белла, і в 1965 році отримав ступінь доктора філософії. Потім Фрімен працював постдоком в Техаському університеті під керівництвом Жерара де Вокулера та на наукової стипендії в Трініті-коледжі в Кембриджі. В 1967 році він повернувся до Австралії як стипендіат королеви Єлизавети і почав роботу в Обсерваторії Маунт Стромло. Відтоді Фрімен працювє в Маунт Стромло, за винятком 1976 року, коли він був у закордонній поїздці до Інституту Каптейна в Гронінгені.

## Наукові результати
Дослідницькі інтереси Кена Фрімена пов'язані з формуванням і динамікою галактик і кулястих скупчень. Особливо його цікавить проблема темної матерії в галактиках: він був одним із перших, хто вказав, що спіральні галактики містять велику частку темної матерії. Він регулярно відвідує Інститут досліджень космосу за допомогою космічного телескопа як запрошений науковець.
Фрімен був головним науковим керівником для 60 аспірантів і 12 постдоків. П'ять його студентів отримали стипендію Габбла. Фрімен був керівником підрозділу Міжнародного астрономічного союзу і працює керівником різних комітетів в кількох університетах по усьому світу. З 1969 року він був запрошеним доповідачем на 154 міжнародних конференціях. Є співавтором книги про темну матерію.

## Нагороди і найвідоміші лекції
- 1972 — Медаль Позі (англ. Pawsey Medal) від Австралійської Академії Наук;
- 1981 — Член Австралійської Академії Наук;
- 1990 — Виступ на меморіальній лекції Марка Ааронсона, університет Аризони;
- 1993 — Нагорода за видатні досягнення від університету Каліфорнії;
- 1994 — Професор Лейденського університету;
- 1997 — Почесний гість Мертон Колледжу в Оксфорді;
- 1998 — Обраний членом Королівського астрономічного товариства в Лондоні;
- 1999 — Премія Дені Гайнемана з Астрофізики від Американського Інституту фізики та Американського Астрономічного Товариства;
- 2001 — Професор Техаського університету, лекція імені Роберта Еллері (Австралійське Астрономічне Товариство), лекція Бішопа (університет Колумбії);
- 2001 — Кен Фрімен увійшов до топ-5 вчених Австралії за кількістю цитувань;
- 2002 — Доцент Королівського Астрономічного Товариства;
- 2003 — Професор університету Гронінгена;
- 2003 — «Медаль століття» від парламенту Австралії;
- 2008 — Премія Йохана Вемпе, Інститут Астрофізики Постдаму;
- 2012 — Наукова премія від прем'єр-міністра Австралії;
- 2013 — Медаль і лекція Метью Фліндера від Американського Астрономічного Товариства;
- 2014 — Премія Груббера з космології;
- 2014 — Премія Пітера Баума від Австралійської академії наук;
- 2016 — Медаль Дірака від університету Нового Південного Уельсу;
- 2017 — Іноземний член Академії наук США;
- 2020 — Іноземний член Американського Астрономічного Товариства.